# ATP de Scottsdale
O ATP de Scottsdale – ou WCT Scottsdale Open – foi um torneio de tênis masculino, na categoria ATP International Series, que aconteceu entre 1986 e 2005, em Scottsdale, nos Estados Unidos.

## Finais

### Simples
| Ano                                     | Campeão             | Vice-campeão       | Resultado      |
| --------------------------------------- | ------------------- | ------------------ | -------------- |
| 2005                                    | Wayne Arthurs       | Mario Ančić        | 7–5, 6–3       |
| 2004                                    | Vincent Spadea      | Nicolas Kiefer     | 7–5, 56–7, 6–3 |
| 2003                                    | Lleyton Hewitt      | Mark Philippoussis | 6–4, 6–4       |
| 2002                                    | Andre Agassi        | Juan Balcells      | 6–2, 7–62      |
| 2001                                    | Francisco Clavet    | Magnus Norman      | 6–4, 6–2       |
| 2000                                    | Lleyton Hewitt      | Tim Henman         | 6–4, 7–62      |
| 1999                                    | Jan-Michael Gambill | Lleyton Hewitt     | 7–62, 4–6, 6–4 |
| 1998                                    | Andre Agassi        | Jason Stoltenberg  | 6–4, 7–63      |
| 1997                                    | Mark Philippoussis  | Richey Reneberg    | 6–4, 7–64      |
| 1996                                    | Wayne Ferreira      | Marcelo Ríos       | 2–6, 6–3, 6–3  |
| 1995                                    | Jim Courier         | Mark Philippoussis | 7–62, 6–4      |
| 1994                                    | Andre Agassi        | Luiz Mattar        | 6–4, 6–3       |
| 1993                                    | Andre Agassi        | Marcos Ondruska    | 6–2, 3–6, 6–3  |
| 1992                                    | Stefano Pescosolido | Brad Gilbert       | 6–0, 1–6, 6–4  |
| Torneio não realizado entre 1991 e 1988 |                     |                    |                |
| 1989                                    | Ivan Lendl          | Stefan Edberg      | 6–2, 6–3       |
| 1988                                    | Mikael Pernfors     | Glenn Layendecker  | 6–2, 6–4       |
| 1987                                    | Brad Gilbert        | Eliot Teltscher    | 6–2, 6–2       |
| 1986                                    | John McEnroe        | Kevin Curren       | 6–3, 3–6, 6–2  |

### Duplas
| Ano                                     | Campeões                          | Vice-campeões                      | Resultado               |
| --------------------------------------- | --------------------------------- | ---------------------------------- | ----------------------- |
| 2005                                    | Bob Bryan Mike Bryan              | Wayne Arthurs Paul Hanley          | 7–5, 6–4                |
| 2004                                    | Rick Leach Brian MacPhie          | Jeff Coetzee Chris Haggard         | 6–3, 6–1                |
| 2003                                    | James Blake Mark Merklein         | Lleyton Hewitt Mark Philippoussis  | 6–4, 26–7, 7–65         |
| 2002                                    | Bob Bryan Mike Bryan              | Mark Knowles Daniel Nestor         | 7–5, 7–66               |
| 2001                                    | Donald Johnson Jared Palmer       | Marcelo Ríos Sjeng Schalken        | 7–63, 6–2               |
| 2000                                    | Jared Palmer Richey Reneberg      | Patrick Galbraith David Macpherson | 6–3, 7–5                |
| 1999                                    | Justin Gimelstob Richey Reneberg  | Mark Knowles Sandon Stolle         | 6–4, 46–7, 6–3          |
| 1998                                    | Cyril Suk Michael Tebbutt         | Kent Kinnear David Wheaton         | 4–6, 6–1, 7–6           |
| 1997                                    | Luis Lobo Javier Sánchez          | Jonas Björkman Rick Leach          | 6–3, 6–3                |
| 1996                                    | Patrick Galbraith Rick Leach      | Richey Reneberg Brett Steven       | 5–7, 7–5, 7–5           |
| 1995                                    | Trevor Kronemann David Macpherson | Luis Lobo Javier Sánchez           | 4–6, 6–3, 6–4           |
| 1994                                    | Jan Apell Ken Flach               | Alex O'Brien Sandon Stolle         | 6–0, 6–4                |
| 1993                                    | Mark Keil Dave Randall            | Luke Jensen Sandon Stolle          | 7–5, 6–4                |
| 1992                                    | Mark Keil Dave Randall            | Kent Kinnear Sven Salumaa          | 4–6, 6–1, 6–2           |
| Torneio não realizado entre 1991 e 1988 |                                   |                                    |                         |
| 1989                                    | Rick Leach Jim Pugh               | Paul Annacone Christo Van Rensburg | 6–7, 6–3, 6–2, 2–6, 6–4 |
| 1988                                    | Scott Davis Tim Wilkison          | Rick Leach Jim Pugh                | 6–4, 7–6                |
| 1987                                    | Rick Leach Jim Pugh               | Dan Goldie Mel Purcell             | 6–3, 6–2                |
| 1986                                    | Leonardo Lavalle Mike Leach       | Scott Davis David Pate             | 7–6, 6–4                |